# پارسبرگ

پارسبرگ (به آلمانی: Parsberg) شهری است در بخش نویمارکت (Neumarkt) در ایالت بایرن آلمان.
اکثریت مردم این شهر پیرو کلیسای کاتولیک رومی هستند.